# Минь (фільм)
«Минь» — радянський короткометражний художній фільм 1938 року, знятий режисером Сергієм Сплошновим на кіностудії «Бєлгоскіно».

## Сюжет
Комічна новела за однойменним оповіданням А. П. Чехова. Сцена лову селянами величезного миня.

## У ролях
- Павло Первушин — Герасим
- С. Ануфрієв — Любим
- С. Тарутько — Василь
- Федір Славський — Юхим
- Людмила Мійя — епізод
- Іван Мізжуєв — пан

## Знімальна група
- Режисер — Сергій Сплошнов
- Сценарист — Сергій Сплошнов
- Композитор — Микола Коган